# Notiophygus intermixtus
Notiophygus intermixtus is een keversoort uit de familie van de Discolomatidae. De wetenschappelijke naam van de soort is voor het eerst geldig gepubliceerd in 1968 door John.